# Asesinos cibernéticos
Asesinos cibernéticos (título original en inglés: Screamers) es un largometraje de terror y ciencia ficción de origen canadiense.
La cinta está dirigida por Christian Duguay y su argumento se basó en la historia corta La segunda variedad, escrita por Philip K. Dick. En 2009 fue estrenada directo para DVD una secuela llamada Screamers: The Hunting.

## Argumento
Screamers se establece en el año 2078, en el planeta Sirius 6B, un centro industrial minero que una vez fue un floreciente planeta y centro económico minero pero ahora está reducido a un desierto a causa de una guerra nuclear entre el Nuevo Bloque Económico, un conjunto de empresas mineras privadas que explotaban un nuevo mineral para generar energía y La Alianza, un grupo de resistencia integrado por el expersonal científico y minero.
Los científicos de la Alianza crearon un nuevo sistema de armas llamado "Espada Autónoma Móvil", una máquina de inteligencia artificial autorreplicante que, debido al ruido que emiten mientras atacan, son llamadas "Screamers" (gritones). Estos robots, que poseen forma de una sierra esférica, se trasladaban bajo la arena del desierto hasta detectar una víctima a quien embestir, sin embargo, no están diseñados para identificar aliados o enemigos, por ello los científicos crearon un dispositivo llamado 'TAB', para usar como pulsera y que hace a su portador "invisible" mediante una señal que obliga al screamer a ignorarlo.
Las fuerzas mercenarias de la Alianza y el Nuevo Bloque Económico, estaban agotadas, con malos suministros y diezmados por la radiación de la superficie del planeta, provocada por la actividad minera y la guerra nuclear entre ellos, el invierno nuclear se extiende por la superficie del planeta y faltan provisiones, debido a esto ambos bandos mantienen un frágil e indefinido cese al fuego.
El Oficial al mando de la Alianza, Joe Hendricksson (Peter Weller), recibe un mensaje recuperado de un soldado NBE asesinado por los screamers en el desierto, que intentó acercarse a la base de la Alianza con una propuesta de paz de parte del comandante enemigo, el mayor Richard Cooper, con un salvoconducto para que dos oficiales de la Alianza entraran a territorio NBE y discutir en su base un tratado de paz permanente. Al informar a la Tierra, sus superiores señalan que lo ignore ya que los altos mandos de ambas facciones han iniciado negociaciones de paz en la Tierra. Cuando un transporte de tropas de la Alianza de la tierra cae por accidente cerca de la base de mando, el único superviviente, Michael "Ace" Jefferson (Andrew Lauer), revela que no es cierto que se realicen pláticas de paz. Hendricksson no se sorprende ya que ha sospechado durante mucho tiempo que ambas partes simplemente descartaron a Sirius 6B y abandonaron a sus ejércitos, con la intención simplemente de buscar otros planetas donde extraer más minerales sin tantos inconvenientes. Hendricksson razona que la única posibilidad realista de supervivencia para él y sus soldados es aceptar la oferta de tregua de la NBE y decide presentarse acompañado por Jefferson.
Mientras viajaban por una ciudad destruida, se topan con un huérfano de guerra, un niño llamado David (Michael Caloz), sujetando un oso de peluche. No dispuestos a abandonar a un civil indefenso, llevan consigo al niño. La noche siguiente son atacados por un screamer de aspecto reptiliano que nunca antes habían encontrado. Hendricksson está alarmado porque resultó ser inmune a la señal de sus TAB.
Cuando el grupo se acerca al complejo NBE, dos soldados enemigos, Becker (Roy Dupuis) y Ross (Charles Powell), acribillan a David revelando que se trata de un androide. Ellos explican a los hombres de la Alianza que David era un nuevo modelo de screamer, que se hacía pasar por humano. La mayor parte del contingente NBE fue aniquilado por otro "David" que una patrulla rescató y llevó a la base; Becker, Ross y una traficante llamada Jessica (Jennifer Rubin) son los únicos sobrevivientes y aseguran nunca haber oído nada sobre un ofrecimiento de paz.
El grupo se dirige al centro de comando NBE, pero solo encuentra el edificio vacío con señales de una masacre llevada a cabo por los screamers. Al ubicar la computadora central, Hendricksson descubre que la oferta de tregua de NBE era falso. Hendricksson aprovecha las computadoras para analizar los procesadores que recogió de David y el reptil, descubriendo que los screamer tipo niño son el modelo 3 y los reptiles el modelo 4. El grupo se retira al búnker NEB, perseguidos por "Davids" y con el descubrimiento de que los screamers no solo se autorreplican sino que se mejoran y han "desarrollado" nuevas versiones inmunes a los TABs que no se pueden distinguir de los humanos.
Hendricksson señala que lo verdaderamente preocupante es que desconocen la apariencia del modelo 2 y esto los pone en desventaja, pronto los conduce a la paranoia y desconfianza el que uno de ellos pueda ser un screamer y no lo sepan. Becker se convence de que Ross es un robot y lo mata en una discusión, solo para descubrir que era humano. Los cuatro sobrevivientes se retiran a la base de la Alianza, solo para descubrir que los "Davids" también han obtenido acceso a ese complejo, con resultados igualmente devastadores. Mientras docenas de "Davids" salen de la entrada del búnker, Hendricksson dispara un misil micronuclear al búnker logrando acabar con todos los robots. Jefferson se apresura a ayudar a Becker, que aparentemente resultó herido en la explosión, pero es una artimaña ya que revela ser un modelo 2 que mata a Jefferson. Después de que Hendricksson destruye a Becker, solo quedan él y Jessica.
Hendricksson decide asegurarse y hace un corte en la mano a Jessica confirmando que es humana, tras esto revela que conoce el paradero de una nave de escape oculta en un silo de lanzamiento de misiles, pero la distancia es tal que no es seguro que lleguen o que sus suministros alcancen. Aunque logran completar el viaje, en la entrada de las instalaciones los embosca Becker con la apariencia de un subordinado muerto de Hendricksson y mientras combaten explica que los modelos 2 pueden quitarle la piel a los humanos y disfrazarse con ella, por lo que tras la pelea se autorreparó y los siguió, también revela que su piel anterior perteneció al mayor Richard Cooper, a quien había asesinado. Hendricksson comprende que los screamers no deben llegar a la nave o podrán llegar a la Tierra e infestarla gracias a su autorreplicación y tras una dura pelea lo destruye definitivamente.
Cuando llegan a la nave Jessica descubre que es solo para un pasajero y Hendricksson confiesa que su intención era que se salvara ella. Mientras discuten quien debe abordar, un screamer idéntico a Jessica aparece y revela que ambas pertenecen a un quinto modelo que imita a la perfección la biología humana al punto de sangrar, llorar, comer e incluso poder intimar. Al saberse engañado Hendricksson intenta abordar antes que lo haga alguno de los screamer, mientras tanto, Jessica se enfrenta a su gemela para protegerlo, desafortunadamente su rival la atraviesa de un golpe, aunque esto permite a Hendricksson quemarla con los propulsores de la nave.
Jessica antes de morir pide perdón a Hendricksson por mentirle y explica que nunca tuvo la intención de ir a la Tierra, sólo deseaba acompañarlo para que llegara a salvo a la nave porque se había enamorado de él. Finalmente, Hendricksson despega con dirección a la Tierra, llevando como recuerdo el oso de David. Tan pronto como Hendricksson se quita el brazalete TAB, el oso comienza a moverse.

## Reparto
- Peter Weller como el Comandante Joseph A. Hendricksson
- Jennifer Rubin como Jessica Hansen.
- Andrew Lauer como Ace Jefferson.
- Ron White como Chuck Elbarak.
- Charles Powell como Ross.
- Roy Dupuis como Becker.
- Michael Caloz como David.
- Liliana Komorowska como Landowska.
- Jason Cavalier como Leone.
- Leni Parker como el soldado McDonald.
- Bruce Boa como el Secretario Green.

## Estreno
Screamers se estrenó en el Festival Internacional de Cine de Toronto el 8 de septiembre de 1995. Fue lanzado en los Estados Unidos el 26 de enero de 1996 por Columbia Pictures.

## Producción
El desarrollo del film estuvo estancado por más de una década antes de ser producido. El guionista Dan O'Bannon había completado su adaptación del cuento de Dick en 1981 (junto con su adaptación de otro de los cuentos de Dick, Podemos recordarlo por usted al por mayor, que se convirtió en la película de 1990 Total Recall), pero no fue hasta la década de 1990 que Screamers entró en producción. Para entonces, el guion había sido reescrito por Miguel Tejada-Flores. O'Bannon no sabía que la película se había hecho hasta después de su lanzamiento, cuando su agente lo llamó para notificarle sobre su crédito por el guion para la película. Según O'Bannon, mantuvieron gran parte de la trama y los personajes de su guion original pero al mismo tiempo que cambiaron gran parte del diálogo.
La película, dirigida por Christian Duguay, se realizó en Canadá. Las ubicaciones incluyeron una cantera en Quebec, el Estadio Olímpico de Montreal, así como Joliette.

## Recepción

### Crítica
Screamers obtuvo mayormente evaluaciones negativas por parte de los críticos y una calificación del 30% en Rotten Tomatoes, con base en 33 reseñas.
James Berardinelli le dio a la película una crítica positiva, otorgándole tres de cuatro estrellas. Berardinelli dijo que la película "rezuma atmósfera" y "subraya una verdad importante: no se necesita un gran presupuesto o estrellas de renombre para que este tipo de película tenga éxito". [7] Joe Bob Briggs también reaccionó positivamente, llamando a Screamers "una película bastante decente" y comentando: "Me encantó... Tres estrellas y media".
Roger Ebert le dio a la película dos estrellas y media de cuatro, comentando que fue "hecha con cierta imaginación e inteligencia", "el diálogo a menudo es efectivo" y "lo que hace que la película sea algo intrigante es su ambiguedad estilo Blade Runner: quién es y quién no es un ser humano".
Time Out New York Film Guide criticó la "dirección llamativa y sin rumbo" de Christian Duguay, diciendo que la película "carece de la inteligencia para seguir su premisa sombría", aun así agregó que la película "ofrece muchos... placeres culpables" y "los equipos de diseño y efectos han prestado escala e impacto a los ambientes y escenarios futuristas".
The Science Fiction, Horror, y Fantasy Film Review le dio a Screamers tres estrellas de cuatro, calificándola como una "película de ciencia ficción excelente e inteligente de dos tercios" que "se construye hacia un clímax que nunca llega... Después de un impresionante desarrollo, la película destruye su tercer acto cayendo en clichés". Popcorn Pictures le dio a la película dos estrellas y media de cuatro y escribió: "Screamers no es terrible. Las escenas dentro de la refinería son lo suficientemente espeluznantes con ellos acechando y siendo acosados por los Screamers. Pero la introducción y el final son formas terribles de comenzar y terminar una película respectivamente. Había una buena película esperando para salir de aquí, es una pena que solo lo hiciera a medias".
Fernando Morales del Diario El País señaló que es una "Fantasía futurista de nula calidad, que desperdicia todo el metraje en una sucesión de bochornosos despropósitos -efectos especiales y decorados incluidos. No pierda el tiempo."

### Recaudación
La película ganó alrededor de $ 5.7 millones en los Estados Unidos y Canadá, con un presupuesto de $20 millones. Fue moderadamente popular en Francia, Japón y los Países Bajos. La taquilla mundial fue de aproximadamente $7 millones.

## Reconocimientos
| Año  | Premio        | Categoría                                        | Candidato       | Resultado |
| ---- | ------------- | ------------------------------------------------ | --------------- | --------- |
| 1996 | Premios Genie | Mejor dirección de arte y/o diseño de producción | Perri Gorrara   | Nominado  |
| 1996 | Premios Genie | Mejor partitura original                         | Normand Corbeil | Nominado  |
| 1996 | Premios Genie | Mejor actuación en un rol secundario             | Ron White       | Nominado  |

## Secuela
Screamers: The Hunting, dirigida por Sheldon Wilson y protagonizada por Gina Holden, Jana Pallaske, Greg Bryk, Stephen Amell y Lance Henriksen, fue lanzada directamente para DVD en 2009.
La secuela se desarrolla trece años después de los eventos de la película original; allí un grupo de soldados, incluida la hija de Hendricksson, llegan a Sirius 6-B para investigar una señal SOS enviada desde el planeta, descubriendo que los screamers han evolucionado hasta un tipo de criatura completamente nuevo. Al igual que con Screamers, la reacción crítica a Screamers: The Hunting fue mixta.